# Летни олимпийски игри 1968
Деветнадесетите летни олимпийски игри се провеждат в Мексико Сити, Мексико от 12 октомври до 27 октомври 1968 г. Другите градове, кандидатирали се за домакини, са Детройт, Буенос Айрес и Лион.
Олимпийските игри, организирани в Мексико, фигурират в историята с два запомнящи се момента. Първо, с изключителните постижения, регистрирани от лекоатлетите, благодарение на надморската височина, на която се намира столицата на ацтеките. Второ, с равенството между чернокожи и бели, което се опитват да афишират в американския олимпийски отбор.
Десет дни преди церемонията по откриването, студенти протестират срещу политическия режим в страната. Те изпълват до краен предел площад „Трес културас“, в столичния район Тлателолко. Демонстрациите завършват по трагичен начин с над 300 загинали вследствие на намесата на военни подразделения, които имат за цел да разпръснат протестиращите. МОК се опитва да обърне гръб на проблема и на 12 юни дава начало на провеждането на олимпийските игри. Това са единствените игри, проведени в Латинска Америка
Голямата надморската височина на града (2240 м) се оказва голямо препятствие пред повечето атлети. Те се климатизират трудно към ниските нива на кислород. От друга страна това е предпоставка за рекорди в експлозивните дисциплини, поради по-ниското атмосферно налягане и въздушно съпротивление. 
За първи път в Мексико жена носи факела с олимпийския огън на последния пост на щафетата. Това е атлетката Норма Енрике Базилио.

## Рекорди
Боб Биймън поставя нов световен рекорд на дълъг скок (8,90), който е подобрен едва през 1991 г. от Майк Пауъл. Рекордът обаче е най-старият олимпийски рекорд, който все още не е подобрен. 
Световният рекорд в тройния скок е подобрен общо 5 пъти от трима различни атлети. 
На тези олимпийски игри олимпийският рекорд на 100 метра за първи път слиза под 10 секунди, а на 200 метра – под 20 секунди. 

## Важни моменти
- Поздрав „Черната сила“: На церемонията по награждаване на 200 метра гладко бягане чернокожите американци Тони Смит (злато) и Джон Карлос (бронз) се появяват с високи черни чорапи и черни ръкавици. Тъй като имат само един чифт ръкавици, преди награждаването си ги поделят и шампионът Томи Смит държи дясната си ръка вдигната, а Джон Карлос – лявата, със свит юмрук по време на химна на САЩ. Двамата са част от политическото движение в защита на афроамериканците „Черната сила“ (Black Power). МОК наказва и двамата с доживотна забрана за участие на олимпиада. Проявата им е подкрепена и от вицешампиона Питър Норман (Австралия), който излиза на награждаването със значка за подкрепа на човешките права на чернокожите в САЩ (Olympic project for human rights). Той не е наказан от МОК, но търпи репресии от страна на австралийските власти, което го принуждава да се оттегли от леката атлетика и да се занимава с австралийски футбол като аматьор.
- За пръв път Източна и Западна Германия се състезават като отделни отбори.
- Американецът Ал Оертер печели петия си пореден медал в хвърлянето на диск.
- Американецът Дик Фосбъри печели състезанието в скока на височина, като прескача летвата с гърба си обърнат към нея. Оттогава всички състезатели в тази дисциплина използват тази техника.
- Гимнастичката Вера Чешлавска от Чехословакия печели 4 златни медала.
- Американският плувец Деби Майер печели 3 златни медала на 200, 400 и 800 метра свободен стил.
- Въведен е допинг контрола. Шведският петобоец Ханс-Гунар Лилиенвал е дисквалифициран заради употреба на алкохол.
- Джон Стефан Аквари от Танзания става световноизвестен като финишира последен на маратона заради тежка травма.
- Това са първите от общо три олимпиади, на които участва бъдещия президент на МОК – Жак Рох. Той се състезава във ветроходството.

## Медали
| Място | Държава        | Злато | Сребро | Бронз | Общо |
| 1     | САЩ            | 45    | 28     | 34    | 107  |
| 2     | СССР           | 29    | 32     | 30    | 91   |
| 3     | Япония         | 11    | 7      | 7     | 25   |
| 4     | Унгария        | 10    | 10     | 12    | 32   |
| 5     | ГДР            | 9     | 9      | 7     | 25   |
| 6     | Франция        | 7     | 3      | 5     | 15   |
| 7     | Чехословакия   | 7     | 2      | 4     | 13   |
| 8     | Германия       | 5     | 11     | 10    | 26   |
| 9     | Австралия      | 5     | 7      | 5     | 17   |
| 10    | Великобритания | 5     | 5      | 3     | 13   |
| 18    | България       | 2     | 4      | 3     | 9    |

## България на олимпийските игри
Боян Радев става първият българин дублирал олимпийската си титла. Шампион става още един борец – Петър Киров. Вицешампиони са футболният тим и борците Еньо Тодоров, Еньо Вълчев и Осман Дуралиев. Бронз печелят боксьорите Иван Михайлов и Георги Станков, както и борецът Продан Гарджев.
На финала на футболния турнир отборът на Унгария побеждава този на България с 4:1.
|          | Злато | Сребро | Бронз | Общо |
| -------- | ----- | ------ | ----- | ---- |
| България | 2     | 4      | 3     | 9    |

### Злато
- Петър Киров – класическа борба
- Боян Радев – класическа борба

### Сребро
- Георги Берков (треньор), Цветан Веселинов, Янчо Димитров, Аспарух Донев, Милко Гайдарски, Ивайло Георгиев, Атанас Геров, Михаил Гьонин, Георги Цветков, Кирил Ивков, Атанас Михайлов, Георги Христакиев, Кирил Станков, Тодор Николов, Георги Василев, Евгени Янчовски, Стоян Йорданов, Иван Зафиров, и Петър Жеков – футбол
- Еню Тодоров – борба свободен стил
- Еньо Вълчев – борба свободен стил
- Осман Дуралиев – борба свободен стил

### Бронз
- Иван Михайлов – бокс
- Георги Станков – бокс
- Продан Гарджев – борба свободен стил

## Олимпийски спортове
| - Лека атлетика - Баскетбол - Бокс - Кану-каяк - Колоездене - Скокове във вода - Конен спорт - Волейбол - Фехтовка - Футбол - Гимнастика |  | - Хокей - Модерен петобой - Академично гребане - Ветроходство - Стрелба - Плуване - Водна топка - Вдигане на тежести - Борба |

### Демонстративни спортове
- Тенис
- Пелота